# Тунелска пећина Прераст у кањону Замне
Тунелска пећина Прераст у кањону Замне (Рајска прераст) је споменик природе у режиму заштите II степена, налази се у кањону Замне, у источној Србији, на источној страни Дели Јована.
Споменик природе је тунелска речна пећина са сталним речним током. Настала је подземним флувио-крашким усецањем Замне, што је у одмаклој фази еволуције омогућило настанак процеса обрушавања, чиме су у пећини отворена два отвора у таваници (вигледи). Пећина представља јединствен и једноставан пећински канал дужине 155m, који на улазу има висину од 18m и ширину 10m, док излазни отвор пећине има висину 10m и ширину 14m, у чијем поду је речно корито Замне. Први отвор је пречника 15m и налази се на висини од око 30m од нивоа речног корита Замне, а други отвор је ширине 10–12m на висини од 15m од пећинског пода. Због два велика отвора у таваници ова тунелска пећина је целом дужином под дневном светлошћу. Захваљујући постојању ових отвора, на улазу и на излазу, пећински тунел има изглед огромне прерасти. Отвори у таваници су удаљени један од другог око 70m.
Клисура Замне је рефугијално станиште великог броја животињских и биљних врста са очуваном вегетацијом, по чему је изузетно значајно подручје биолошког диверзитета који заслужује заштиту. На подручју кањона реке Замне евидентирано је 37 врста фауне дневних лептира од којих се две врсте налазе на европској црвеној листи: Parnassius mnemosyne и Lycaena dispar., као и пет врста које се на карпатском простору сматрају угроженим: Brenthis daphne, Lycaena dispar, Neptis sappho, Parnassius mnemosyne и Meleageria daphnis. 
Такође, на овом подручју утврђено је око 60 врста птица гнездарица, од којих се 20 налази на листи строго заштићених и заштићених врста. Фауну сисара кањона реке Замне чини укупно 37 врста сврстаних у пет таксономских категорија нивоа реда.

## Решење - акт о оснивању
Уредба Владе Србије о проглашењу Споменика природе „Тунелска пећина Прераст у кањону Замне” "Службени гласник РС", број 81 од 5. јуна 2020.

## Галерија
- Тунелска пећина
- Отвори Вигледи
- Мала прераст